# Unite Asia
Unite Asia é um site dedicado à cobertura de notícias sobre música punk, hardcore e metal da Ásia. O site apresenta resenhas, entrevistas e informações sobre os mais recentes lançamentos de bandas com base no continente asiático e para bandas não asiáticas que actuam na Ásia. Unite Asia tem a sua sede em Hong Kong e foi fundada em 2015, por Riz Farooqi, da banda King Ly Chee.

## História
Unite Asia foi fundada em 2015 por Riz Farooqi, de Hong Kong, da banda King Ly Chee, a fim de mostrar as muitas bandas de rock e metal de toda a Ásia. Frustrado com a falta de cobertura da mídia para as bandas dos países asiáticos, Farooqi decidiu lançar o seu próprio site, a fim de criar uma plataforma para fazer crescer as comunidades de punk, hardcore e metal.
O nome do site vem de uma música, com o mesmo nome, de King Ly Chee, em 2007. A canção mais tarde foi re-gravada com sete cantores de toda a Ásia e estreou no Unite Asia, em 2015, no mesmo ano em que o site se estreou.
Em 2017, o site Unite Asia organizou a Unite Asia Showcase, que foi um concerto com seis bandas locais de Hong Kong que estavam lançando um EP ou um álbum. Um CD gratuito com músicas de cada banda foi dado para o concertgoers.

## Visão geral
O objectivo da plataforma está a fazer crescer não só a cena musical local, em Hong Kong, mas também está a ajudar a conectar a comunidade em todo o continente asiático. Semelhante a outros sites de notícias como o Metal Sucks e o Metal Injection, o Unite Asia frequentemente carrega informações sobre lançamentos, vídeos, e outros itens de notícias relacionadas com a musica e bandas punk, hardcore e metal. No entanto, o site Unite Asia concentra-se inteiramente na cena musical da Ásia. O site permite que bandas indie menores tenham acesso a uma plataforma para alcançar a comunidade, sendo que qualquer pessoa pode enviar notícias para o site.